# Kuro-shima (Okinawa)
Ne pas confondre avec Kuro-shima des îles Ōsumi.
Kuro-shima (黒島, Kuro-shima, « l'île noire ») est une île de l'archipel des îles Yaeyama au sud-ouest du Japon, faisant partie de l'archipel Sakishima, avec les îles Miyako à l'est et les îles Senkaku plus au nord, et donc des îles Ryūkyū.

## Géographie
Dépendant administrativement du bourg de Taketomi dans la préfecture d'Okinawa, Kuro-shima est située entre Iriomote-jima et Ishigaki-jima, les deux îles principales de l'archipel.

## Festival de la vache
Kuro-shima est célèbre pour son élevage de vaches, un dicton affirmant même qu'il y a « plus de bétail que de personnes » présentes sur l'île. En février de chaque année, un Festival de la vache (牛まつり, Ushi matsuri) a lieu, avec une loterie permettant de remporter une vache.

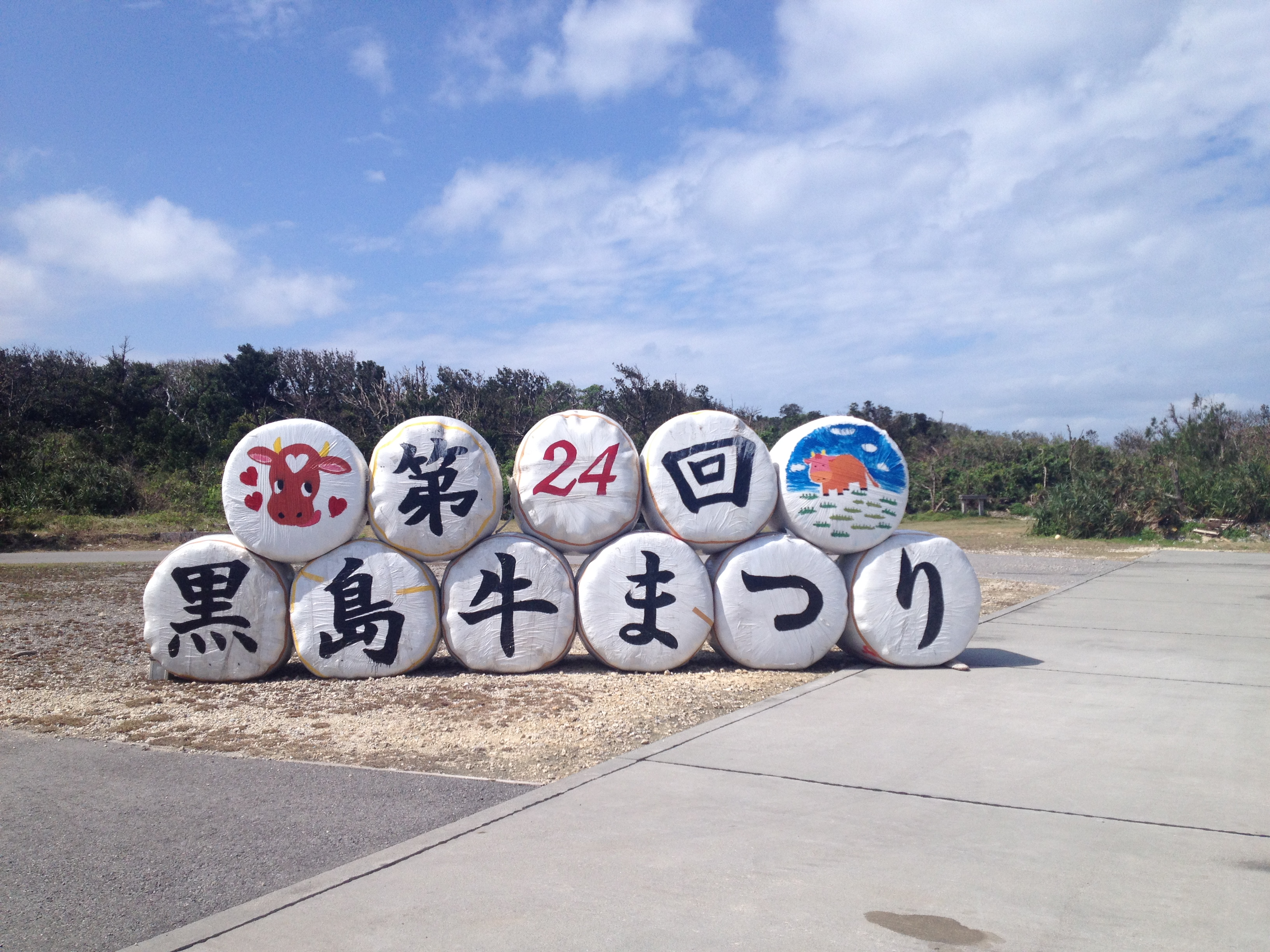
Vingt-quatrième édition du festival de la vache (2016).
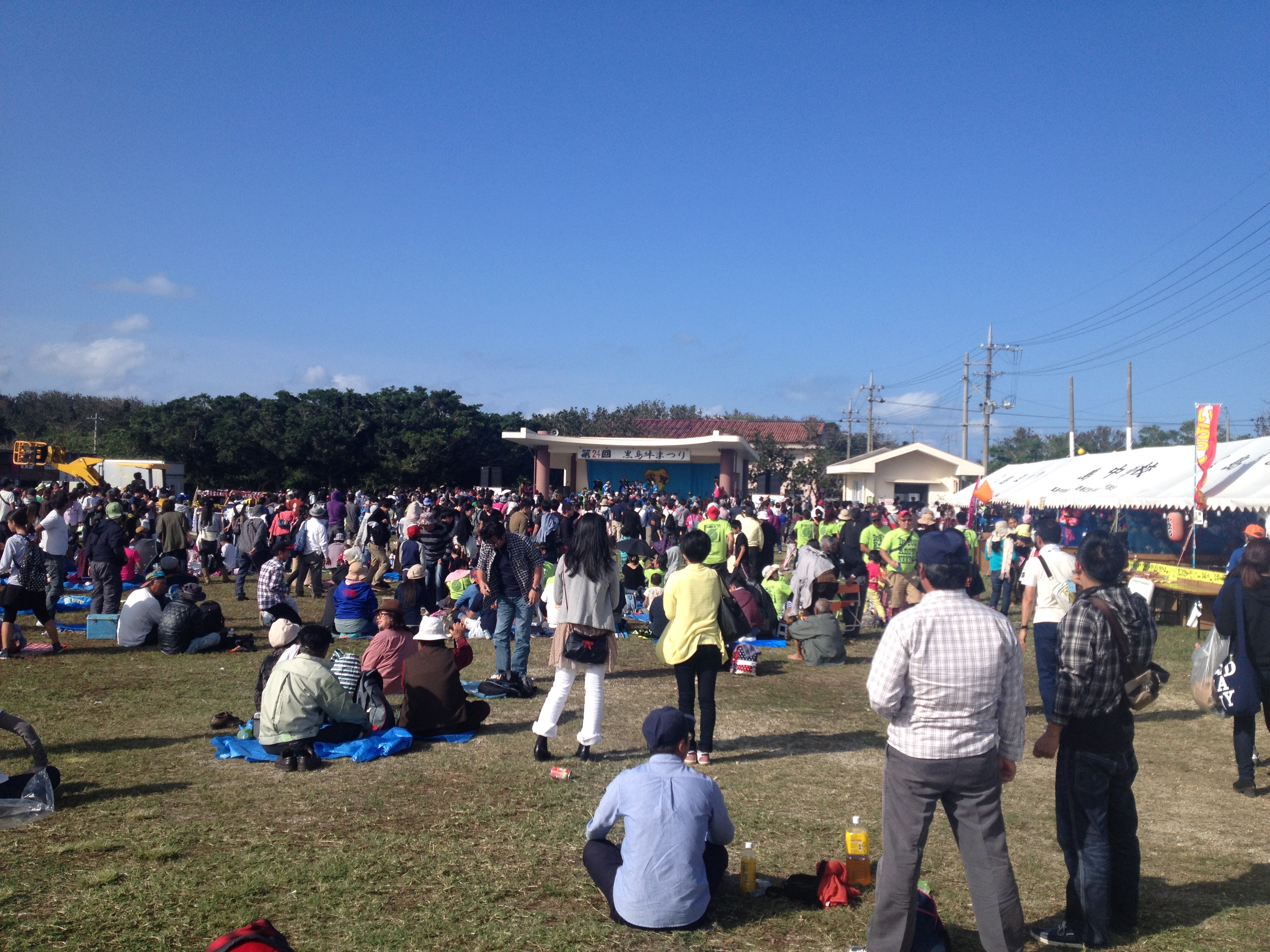
Scène principale du festival (2016).

## Galerie

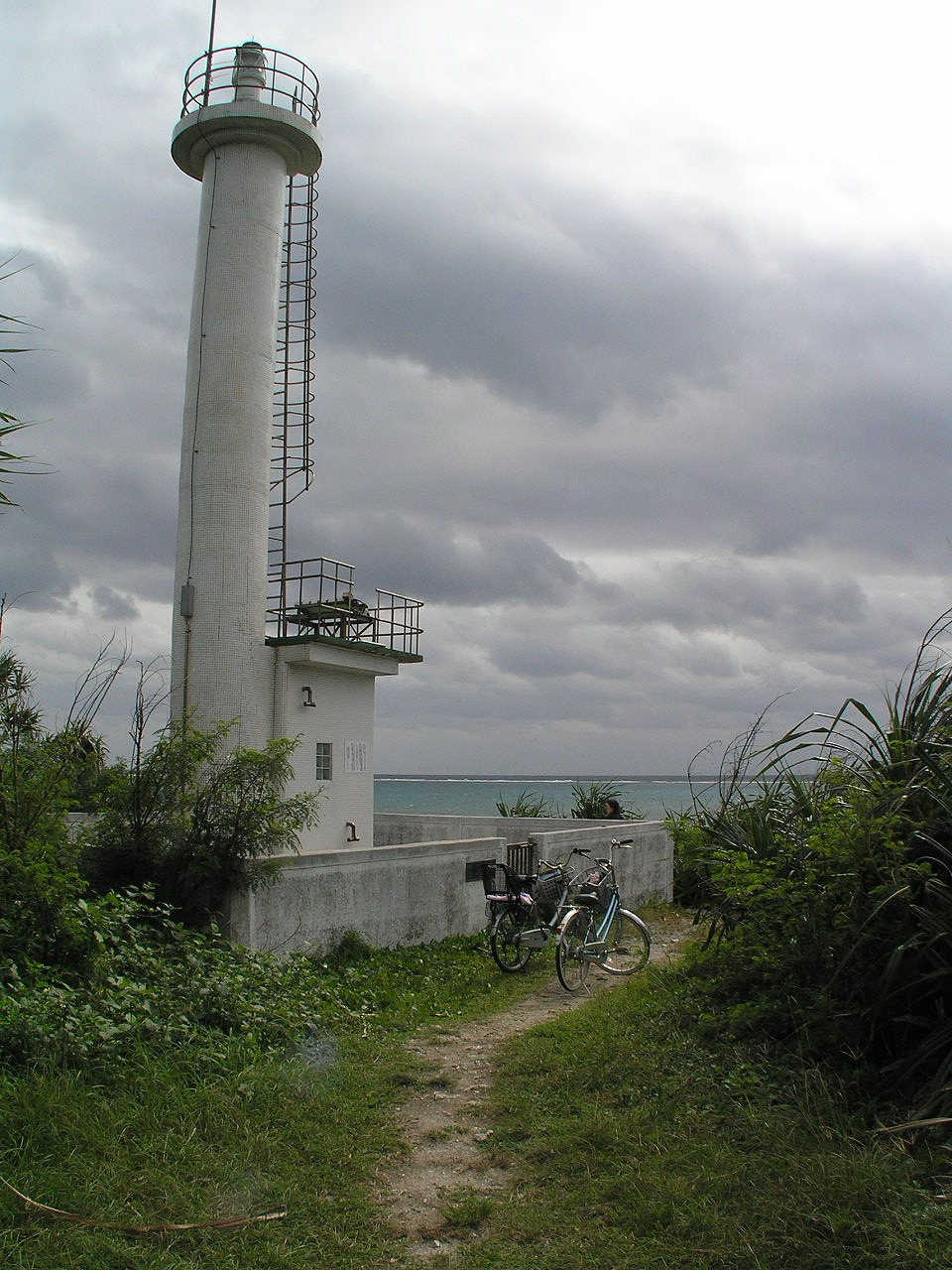
Phare de Kuro-shima.
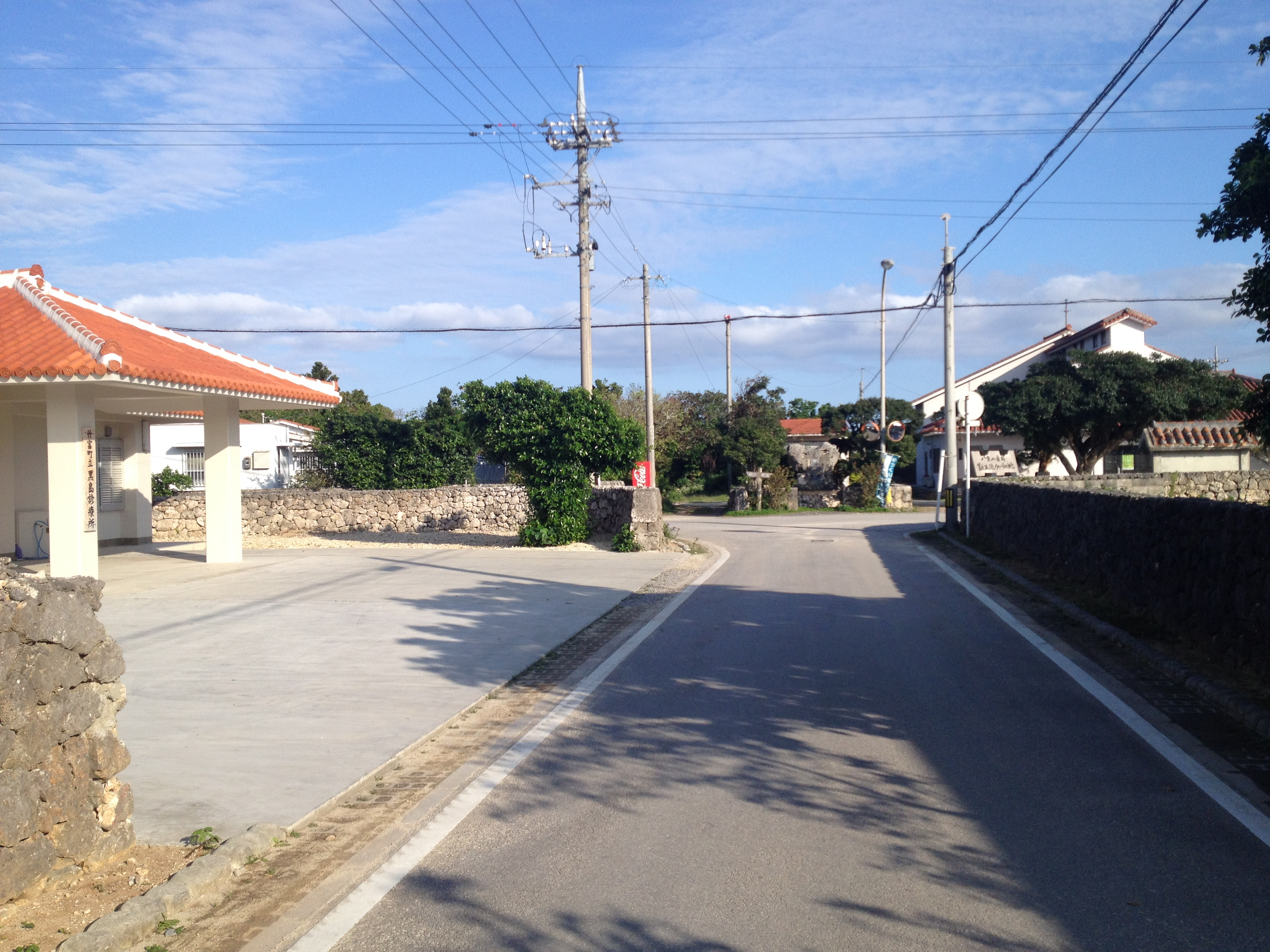
Rue centrale de Kuro-shima.
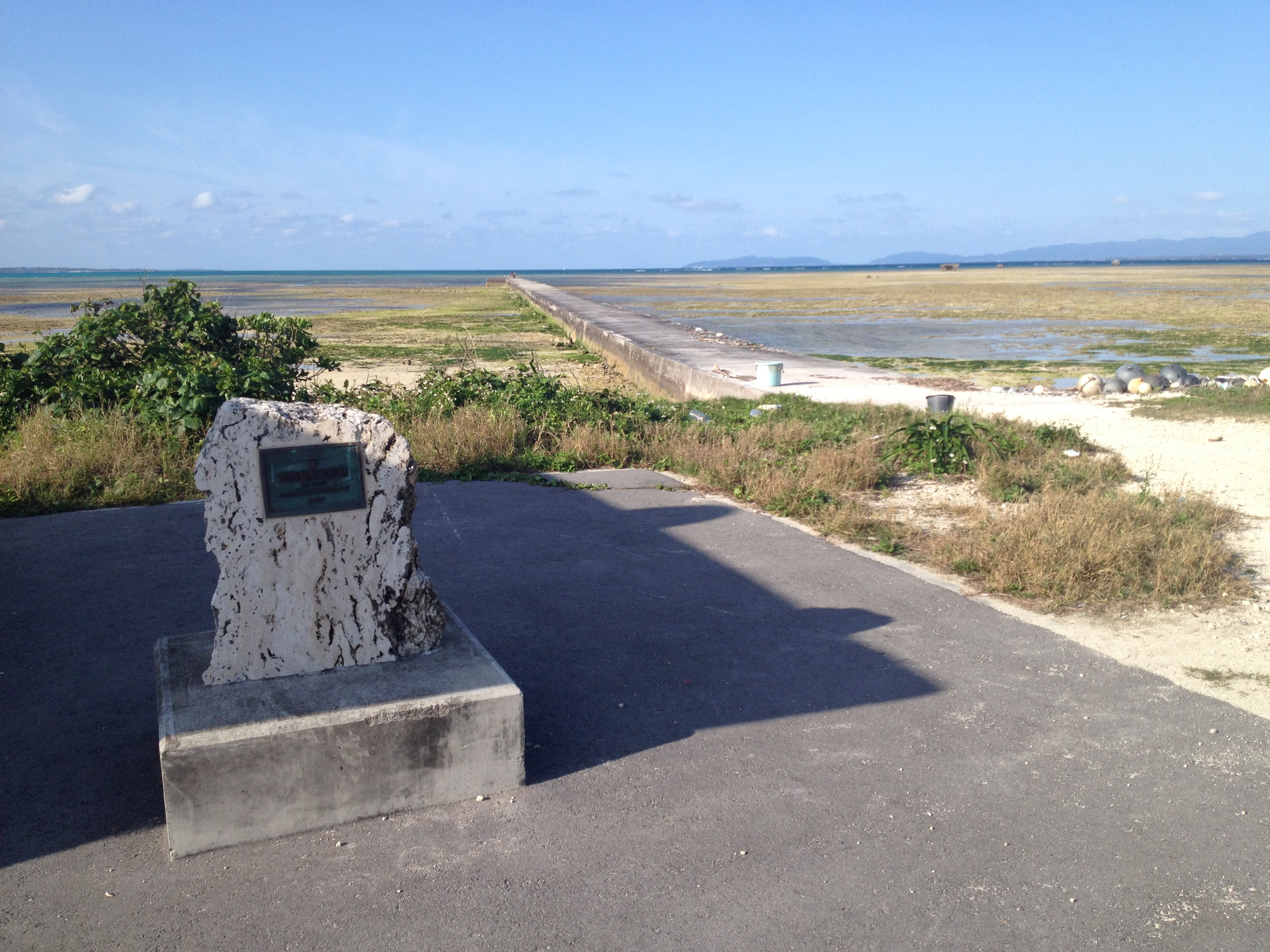
Jetée de l'île.
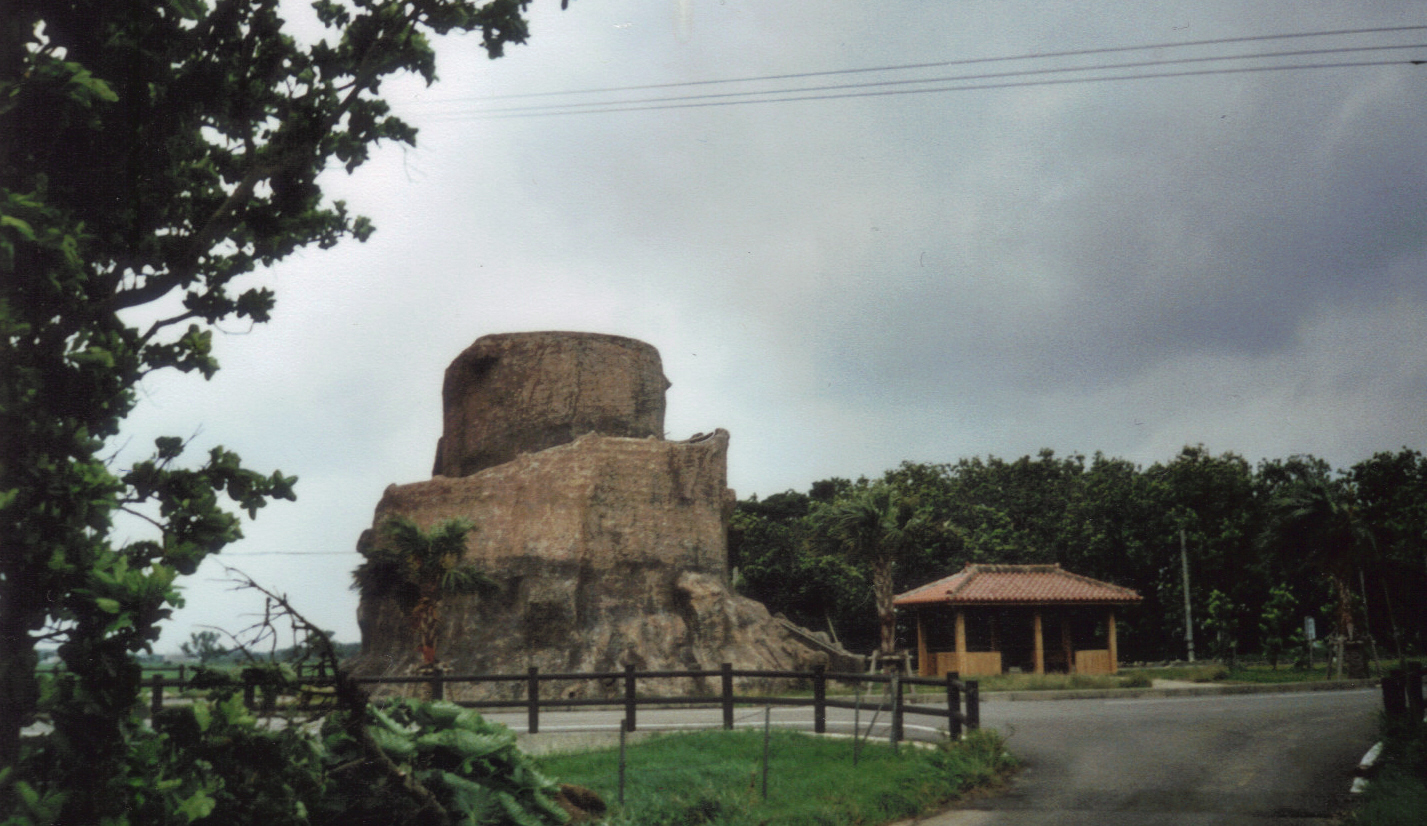
Tour au milieu de l'île.
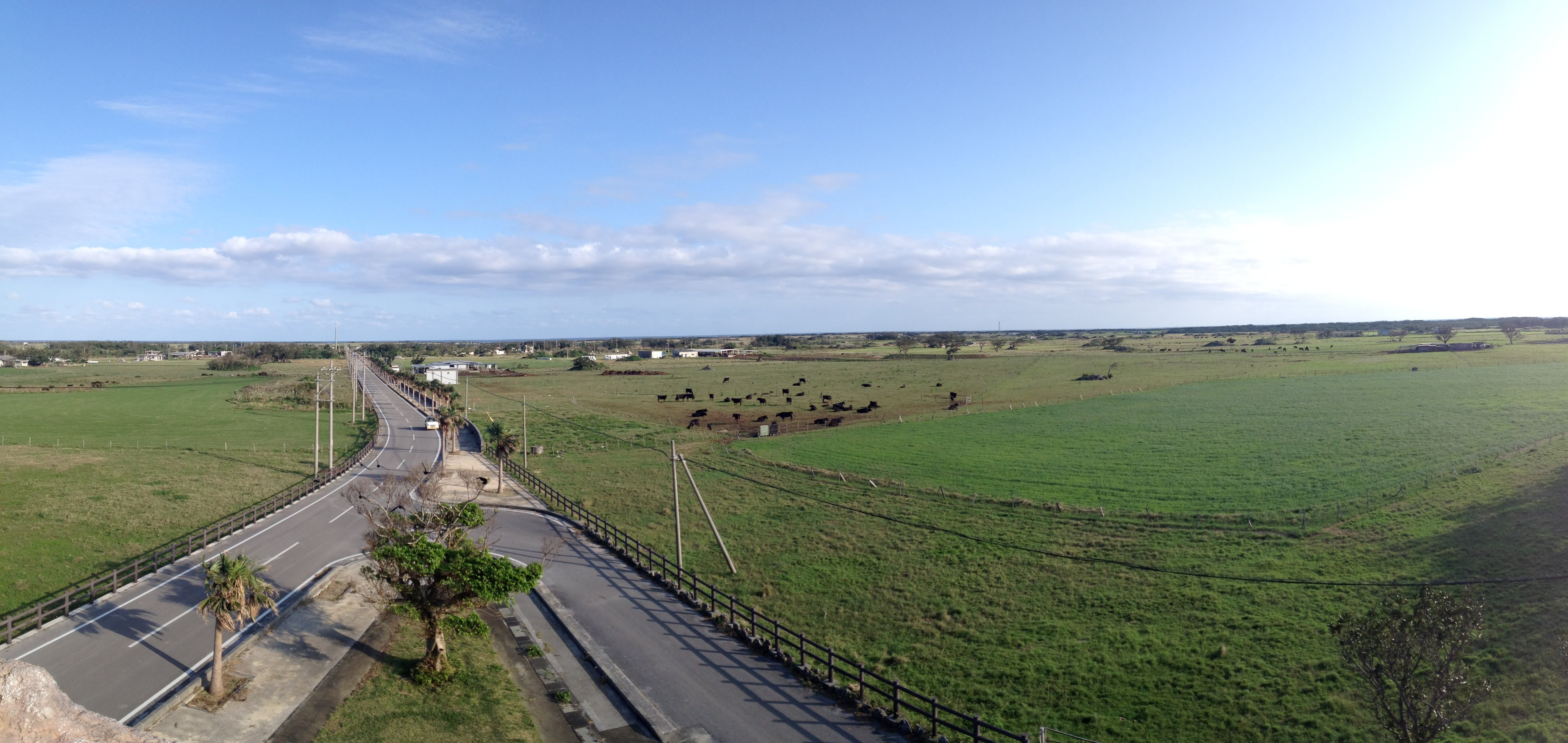
Moitié sud de l'île vue de la tour.
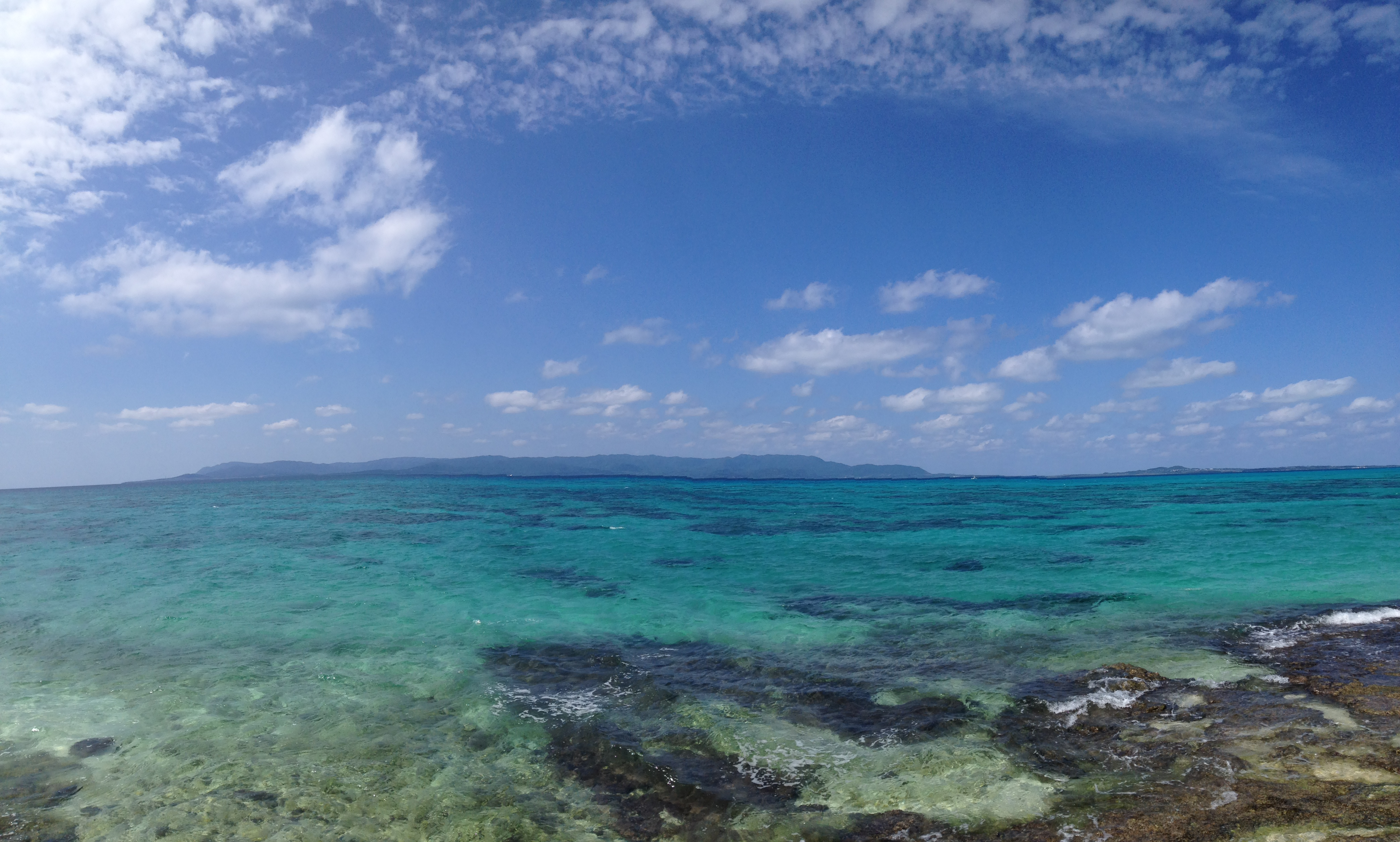
Iriomote-jima vue de Kuro-shima.